# Reggae Sunsplash
Reggae Sunsplash Festival é um festival de música reggae que teve início em 1978 no norte da Jamaica. A partir de 1985 se expandiu como uma grande atração que atraia turistas do mundo inteiro. O Festival ocorria anualmente até 1996, tendo mais uma edição em 1998 e deixando de acontecer definitivamente depois desse ano. O evento teve ainda mais uma última edição realizada em 2006.

## Datas e Locais
- 1978: Junho 23-30, Jarrett Park, Montego Bay
- 1979: Julho 3-7, Jarrett Park, Montego Bay
- 1980: Julho 2-5, Ranny Williams Entertainment Center, Kingston
- 1981: Agosto 4-8, Jarrett Park, Montego Bay
- 1982: Agosto 3-7, Jarrett Park, Montego Bay
- 1983: Junho 28-July 2, Bob Marley Center, Montego Bay
- 1984: Agosto 7-11, Jarrett Park, Montego Bay
- 1985: Agosto 6-10, Jarrett Park, Montego Bay
- 1986: Agosto 26-30: Jarrett Park, Montego Bay
- 1987: Agosto 18-22, Bob Marley Center, Montego Bay
- 1988: Agosto 15-22, Bob Marley Center, Montego Bay
- 1989: Agosto 14-19, Bob Marley Center, Montego Bay
- 1990: Julho 16-21, Bob Marley Center, Montego Bay
- 1991: Julho 26-31, Bob Marley Center, Montego Bay
- 1992: Agosto 3-8, Bob Marley Center, Montego Bay
- 1993: Agosto 3-7, Jamworld, Portmore
- 1994: Agosto 1-6: Jamworld, Portmore
- 1995: Julho 12-14, Dover, St. Ann
- 1996: Agosto 1-4, Chukka Cove, St. Ann
- 1998: Fevereiro 5-8, Reggae Park, St. Ann

- 2006: Agosto 3-6, Richmond Estate, Priory, St. Ann

## Álbuns
- Big Youth - Live At Reggae Sunsplash (1983), Sunsplash/Trojan
- Chalice - Live At Reggae Sunsplash (1982), Pipe Music
- Yellowman - Live At Reggae Sunsplash (1982), Sunsplash
- Eek-A-Mouse & Michigan & Smiley - Live at Reggae Sunsplash (1983), Sunsplash
- The Gladiators & Israel Vibration - Live at Reggae Sunsplash (1982), Sunsplash
- Toots & The Maytals - Live At Reggae Sunsplash (1983), Sunsplash
- The Twinkle Brothers - Live At Reggae Sunsplash 82 (Since I Throw The Comb Away), (1983), Sunsplash
- The Mighty Diamonds & Mutabaruka - Live At Reggae Sunsplash, Genes

Vários Artistas
- Reggae Sunsplash '81: Tribute to Bob Marley (1981), Elektra
- Best of the Festival - Day One Live at Reggae Sunsplash 1982 (1982), Sunsplash
- Reggae Sunsplash Live (1982), RCA
- Sunsplash Live (1983), 56 Hope Rd
- Reggae Sunsplash '86 (1986), Bellaphon
- Best of Reggae Sunsplash (1994), Genes

## Video
- Reggae Sunsplash Dancehall 88, Charly (VHS)
- Reggae Sunsplash - 10th Anniversary Of Reggae Sunsplash - Dancehall X, Charly (VHS)
- Reggae Sunsplash Dancehall '89 (1990), Charly (VHS)
- Reggae Sunsplash '90, Variety Night, Charly (VHS)
- Reggae Sunsplash Dancehall Special, Charly
- Reggae Sunsplash Music Festival - Best Of Sunsplash 1991 (1992), Warner Music Vision (VHS)
- All Time Best of Reggae Sunsplash Music Festival (1993), Warner Music Vision (VHS)
- Reggae Sunsplash II (2003), Columbia (DVD)
- The Best Of Reggae Sunsplash (2006), 4digital (DVD)

## Livros
- Immanuel-I, Java (2010) Reggae Sunsplash 1978-1998, Caribbe Incorporated, ISBN 9780692002759